# せ〜ふくもの
『せ〜ふくもの』は竹本泉による漫画短編集。宙出版の「アップルミステリー」に、1993年から1994年にかけて掲載された作品をまとめ、1994年宙出版から刊行された。現在絶版。

## 概要
作者の得意とする現代の学園を舞台としたラブコメ作品6編からなる。
なお収録作品のうち3作は、下記の大平みちるを主人公にした連作短編であり、表紙も彼女である。

## 収録作品

### けりたおし聖少女
大平みちるは身体こそちんまく可愛らしいが、おこりっぽくてガサツ、スポーツ万能で男子生徒を平気で蹴っ飛ばすちょっと問題のある女の子であった。母親は彼女を騙して「かわいい制服」の高校に入学させるが、気付いたみちるは入学式で大暴れ、たちまち学校の有名人になる。河原崎くん、堺くん、大橋くんの三人は、彼女を女らしくさせるため、「三人が勝ったらみちるはおとなしく女らしくなる、負けたらみちるの召し使いになる」というルールで勝負を挑むことに。

### 地面が大好き
次葉弥生は極度の高所恐怖症。それを隠すあまり「ユリ」と勘違いされ、おかげで彼氏が出来ない悩める17歳。席替えで窓際の席に移されてしまった彼女は、隣の席の「変な奴」深沢一郎に翻弄される。そんな彼女の修学旅行先はよりにもよって山。しかも深沢くんと二人きりでロープウェイに乗るハメになる。

### チョコレートはビター♪
上記の「けりたおし聖少女」の続編。前作でみちるの「召し使い」にされてしまった三人は、今度は「召し使いとして」彼女をなんとか女らしくさせようと試みる。一話完結ものが多い作者だが、「みちるちゃんがあんまりにも動いてくれるので」続編を描くことにしたと「なかがき」で述べている。

### せいふくもの
飯島正美は転校先の学校で、糸川朝季子という少女と出会う。全国トップクラスの頭脳を持つ彼女だが、一方で極度の負けず嫌い。彼女をからかって遊んでいた飯島は、ある時彼女がとんでもない野望を抱いていることに気付く。副題は"AKIKO THE CONQUEROR GIRL"。

### あは♥ナイスデイ
高橋市子は人並みはずれていい加減、いつも「あはは」とのんきに笑っている極楽のーてんき娘で、人呼んで「アバウト高橋」。大崎一哉と佐藤藤子はそんな彼女に呆れっぱなしである。ある日この三人で映画の試写会を見に行くことにするが、案の定二人は市子に振り回されることになる。

## その他
- 「せ〜ふくもの」とは「せいふく（制服）もの」、即ち制服を着た中高生が主人公になる作品の意である。作者はこうした作品をこれまで「和もの」と読んでいたが、「けりたおし聖少女」をきっかけに「せいふくもの」と呼ぶようになり、単行本のタイトルにもなった。以後「○○もの」というタイトルは竹本作品に頻出し、「せいふくもの」の系譜に属する『むきもの67%』『よみきり♥もの』だけでなく、直接関係ない『はたらきもの』、またイラスト集のタイトルにも『いろ2もの』『いろ3もの』などとして使われた。
- 「せいふくもの」では同作者の『アップルパラダイス』から西園寺京子が、糸川朝季子の初等部時代の同級生として登場している。
- 「地面が大好き」での主人公、次葉弥生は『はたらく☆少女 てきぱきワーキン・ラブ』のパープキン・ナオミ・コシガヤの原型となったキャラで、外見も高所恐怖症である所も引き継がれている。